# Gaspard II de Coligny
Gaspard II de Coligny (Châtillon-sur-Loing, 16 febbraio 1519 – Parigi, 24 agosto 1572) è stato un condottiero e nobile francese.
Conosciuto anche come Gaspard de Coligny, Ammiraglio Coligny o Gaspard de Châtillon, fu Conte di Coligny, Barone di Beaupont e Beauvoir, Montjuif, Roissiat, Chevignat. Ammiraglio francese, fu anche comandante militare degli ugonotti all'inizio delle guerre di religione francesi.

## Biografia

### La prima educazione
Proveniente da una famiglia di antica nobiltà borgognona, attestata fin dall'XI secolo e al servizio del re di Francia dai tempi di Luigi XI, era figlio di Gaspard I de Coligny, maresciallo di Francia nel (1516) sotto Francesco I, e della di lui moglie Luisa di Montmorency, vedova Fercy de Mailly e sorella di Anne di Montmorency, che fu connestabile di Francia fra il 1538 ed il 1541.
Il padre morì in Guienna quando Gaspard aveva 3 anni e quindi fu allevato dalla madre insieme agli altri tre fratelli, sotto il controllo dello zio materno Anne de Montmorency. I fratelli Coligny ricevettero un'educazione umanistica: il loro precettore, Nicolas Bérault, intratteneva corrispondenza con Erasmo da Rotterdam e con Guillaume Budé. Gaspard e i suoi fratelli furono iniziati all'arte militare da un vecchio soldato, Guillaume de Prunelay; Anne aveva notato che Gaspard era molto versato nel latino, e si premurò di destinarlo alla carriera ecclesiastica, ma il giovane si ribellò, intendendo intraprendere la carriera militare.

### L'adolescenza alla corte di Francesco I
Nel 1530 la madre di Gaspard fu nominata damigella d'onore di Eleonora d'Asburgo, seconda moglie di Francesco I e sorella dell'imperatore Carlo V, e la famiglia si stabilì a corte, una delle più brillanti d'Europa. Le grandi case nobiliari si disputavano i favori del re e la famiglia dei Montmorency ebbe a corte una grande influenza.
Dal punto di vista politico, la Francia era rivale dell'impero di Carlo V e degli Stati Pontifici; le più grandi potenze europee includevano anche l'Inghilterra, il cui appoggio poteva far pendere, in caso di conflitto, il piatto della bilancia da una parte o dall'altra. Sul piano religioso la Francia aveva intrapreso la via di una certa indipendenza con il concordato di Bologna, l'Umanesimo si stava espandendo e con esso la critica alle pratiche religiose che sollecitava le riforme e provocava l'opposizione nelle università e negli ordini religiosi, inquieti per la diffusione delle idee di Lutero. La stessa sorella del re, Margherita d'Angoulême, era stata influenzata dalle idee riformiste e quando i Coligny giunsero a corte il re tollerava ancora queste libertà.
Nel 1533, anno dello scisma anglicano, Francesco I diede in sposa al figlio, il delfino Enrico, la nipote del papa Clemente VII, Caterina de' Medici e il papa, riconoscente, offrì alla Francia sette nomine cardinalizie fra le quali quella del sedicenne Odet de Coligny, fratello di Gaspard.
Nel 1534 esplose il caso dei manifesti, che provocò una severa repressione contro i luterani e che causò a Francesco estremo imbarazzo, poiché non desiderava inimicarsi i principi tedeschi favorevoli alla Riforma protestante.
In questo periodo Coligny proseguiva i suoi studi con i figli del re, avendo come maestro Guglielmo di Maine, abate di Beaulieu. Studiò Cicerone e Tolomeo, e scoprì la cosmografia, allora molto in voga. La corte si spostava molto e i giovani Coligny seguivano il Re di castello in castello. Gaspard aveva fatto parecchie amicizie fra le quali, in particolare, quella con il giovane Francesco di Guisa. Con il fratello Francesco (1520–1569) godeva di una certa popolarità, ma la caduta in disgrazia di Montmorency ne compromise la presenza a corte (1541): Montmorency aveva cercato di impedire la guerra contro le forze imperiali ma questa divenne inevitabile, e nel 1542 i Coligny fecero la loro prima esperienza d'armi.

### Le prime armi
Odet aveva scelto la carriera ecclesiastica, lo zio di Montmorency era stato escluso dalla corte, non rimaneva ai Coligny altro che la guerra per farsi un nome. Nella guerra contro Carlo V, Gaspard combatté valorosamente nel Lussemburgo, nelle Fiandre e fu ferito partecipando agli assedi di Montmédy e Bains. Venuto in Italia con l'esercito francese, partecipò alla battaglia di Ceresole (11 aprile 1544), agli ordini di Francesco di Borbone Conte di Enghien (1519–1546).Nel 1544 fu firmata la pace con l'Imperatore e Gaspard prese allora parte all'offensiva navale contro l'Inghilterra imbarcandosi sotto il comando di Claude d'Annebaut; si distinse per audacia, rimanendo ferito più volte.
Conclusa la pace con Enrico VIII d'Inghilterra nel 1546, Gaspard poté dedicare il suo tempo a un'attività allora molto in voga presso i giovani di buona famiglia: il viaggio in Italia. Soggiornò in particolare presso gli Este (Renata di Francia era Duchessa d'Este) a Ferrara, ma la morte di Francesco I, avvenuta il 31 marzo dello stesso anno, affrettò il suo rientro in Francia.

### Il regno di Enrico II

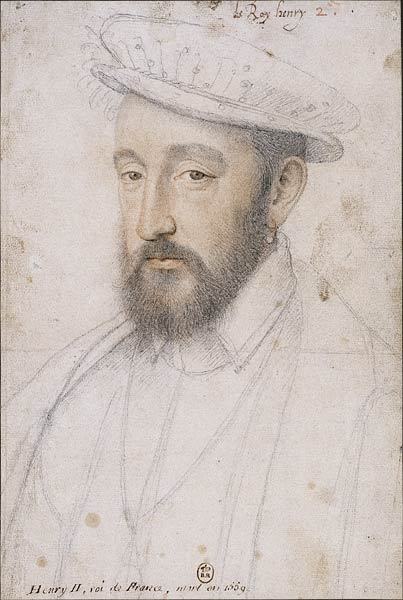
Enrico II di Francia

A Francesco I successe Enrico II, e uno dei primi atti del nuovo Re fu quello di richiamare lo zio di Gaspard, Anne de Montmorency. Gaspard fu nominato gentiluomo ordinario della Camera del Re e decorato dell'Ordine di San Michele. Nel 1547 ricevette la carica di Colonnello generale di fanteria. In quell'anno sposò Charlotte de Laval, figlia del conte Guido XVI di Laval, e di idee molto vicine al Protestantesimo, e nel medesimo anno gli morì la madre Luisa di Montmorency. L'anno successivo il fratello Francesco sposò una ricca ereditiera. La corte di Enrico II era un focolaio d'intrighi ove la famiglia dei Montmorency e quella dei Guisa, sostenuta dalla onnipotente amante del re Diana di Poitiers, si disputavano il favore del sovrano.

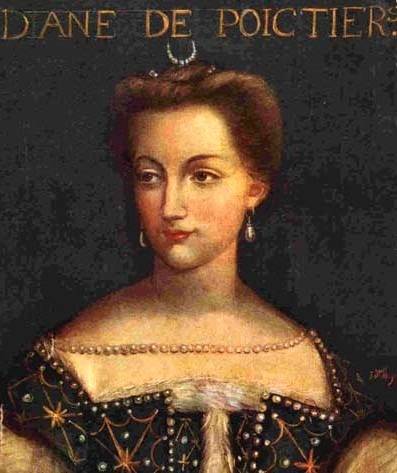
Diana di Poitiers

### L'ambasciata a Londra
Con il regno di Enrico II ripresero le persecuzioni contro i riformisti e le minacce da parte dell'Inghilterra, che rifiutava la restituzione alla Francia di Boulogne ancora occupata dalle sue truppe. L'Inghilterra guardava allora al trono di Scozia, ereditato da Maria Stuarda alla morte di Giacomo I di Scozia avvenuta nel 1542.

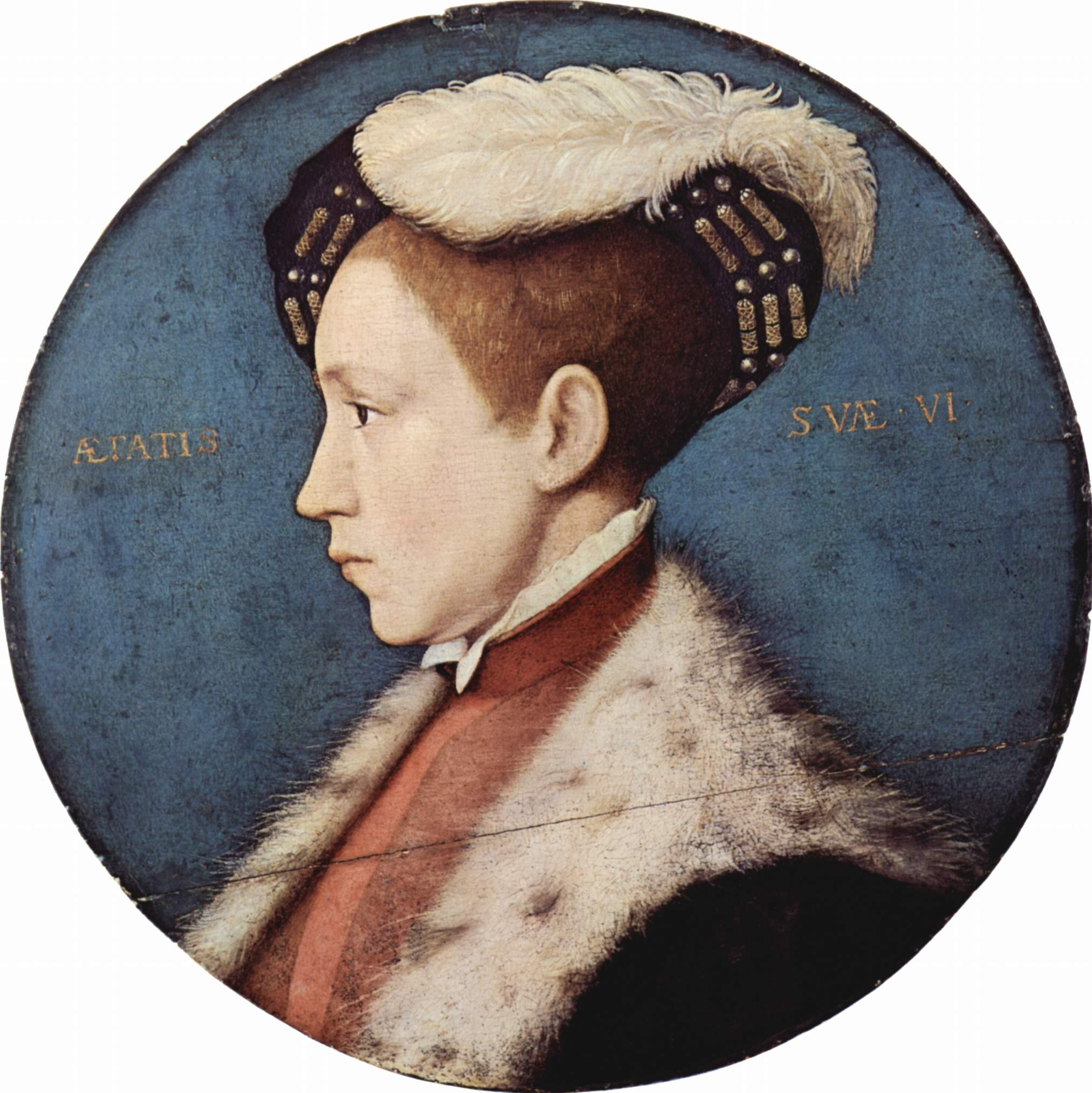
Edoardo VI d'Inghilterra

Un matrimonio con Edoardo VI d'Inghilterra, che era succeduto a Enrico VIII morto nel 1548, avrebbe riunito le corone d'Inghilterra e di Scozia, cosa decisamente avversata dai Guisa, in particolare da Francesco, zio di Maria Stuart per via della sorella Maria di Guisa (1515-1560)

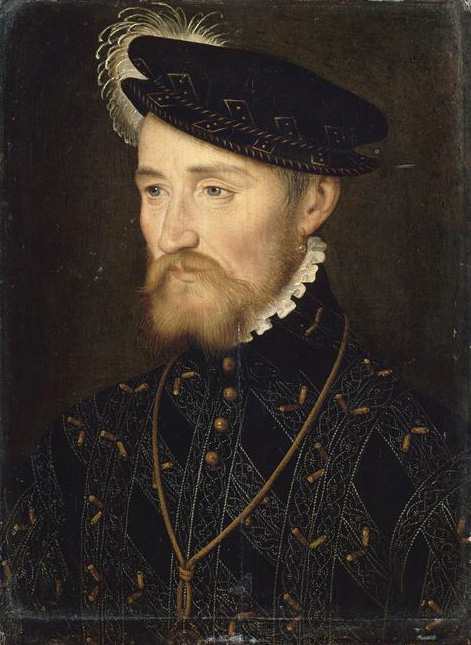
Francesco I di Guisa

Coligny faceva parte della delegazione francese recatasi a Londra per negoziare la pace con gli inglesi e vi incontrò il giovane Edoardo VI, sotto il cui regno la riforma anglicana si era radicalizzata. Fu così che egli si avvicinò al Protestantesimo. Rientrato in patria e convinto che i suoi sforzi compiuti al servizio del Re non fossero stati pienamente apprezzati, si ritirò nelle sue terre e si mise a redigere un codice militare molto rigoroso, con lo scopo di moralizzare il comportamento delle truppe.

### Le guerre contro la Spagna
Il Re richiamò presto Gaspard dal suo ritiro in campagna. Messo da parte nell'assedio di Metz da Francesco I di Guisa, contribuì alla vittoria di Renty contro gli Spagnoli. Alla morte di Claude d'Annebaut (1552) fu nominato Ammiraglio di Francia e successivamente, nel 1533, Governatore della Piccardia.
Nel 1557, dopo la rottura della tregua di Vaucelles stipulata con Carlo V, l'armata spagnola assediò San Quintino (10 agosto 1557), difesa da Coligny che, dopo una lunga resistenza, si dovette arrendere e fu imprigionato nella fortezza de L'Ecluse, ricevendo la libertà solo dietro pagamento di un riscatto di 50.000 corone.
Morto Enrico II, Coligny, stanco degli intrighi di corte, rinunciò a tutti i suoi incarichi e si ritirò nuovamente nelle sue terre ove la lettura dei testi degli innovatori lo convinse ad abbracciare definitivamente il credo protestante, anche se alla decisione di convertirsi non furono estranee l'influenza della moglie e quella del fratello, cardinale Odet, che si convertì al Calvinismo nel 1560. Coligny si pose a capo della propria fazione religiosa insieme al Principe di Condé (1530–1569) chiedendo libertà di culto e alcune altre riforme. Nell'assemblea dei notabili esplose così violentemente l'ostilità fra Coligny e Francesco I di Guisa.

### Le guerre di religione
Allorché nel 1562 scoppiò la guerra fra il partito protestante e quello cattolico, Coligny decise, dopo lunga esitazione, di prendere le armi contro il partito dei cattolici, fu nominato luogotenente generale dal partito ugonotto e combatté contro le truppe del partito cattolico condotte da Francesco di Guisa, ma nella battaglia di Dreux fu da quest'ultimo pesantemente sconfitto.
La morte di Francesco di Guisa per mano del capo ugonotto Jean de Poltrot de Méré, avvenuta il 18 febbraio 1563 sotto le mura della città di Orléans, segnò l'inizio di un breve periodo di pace fra le fazioni religiose.
Quando, nel 1567, le parti ripresero le armi, Gaspard de Coligny lasciò la corte per rifugiarsi prima a Boulogne e poi a La Rochelle, ove fu raggiunto da Condé.L'anno successivo rimase vedovo di Carlotta de Laval.
Coligny prese parte ai combattimenti a Saint-Denis e fu sconfitto a Jarnac (13 marzo 1569) ove Luigi I di Borbone-Condé fu preso prigioniero e successivamente assassinato. Sconfisse il nemico a La Roche-l'Abeille, ma dopo un tentativo di assedio della città di Poitiers durato quasi due mesi, assedio che dovette abbandonare poiché rischiava la sconfitta, il 3 ottobre 1569 fu sconfitto (e ferito) a Moncontour dal Duca d'Angiò, il futuro re Enrico III.
Gaspard de Coligny fuggì verso sud con le sue truppe, ricongiungendo le sue forze ad altri eserciti ribelli in Linguadoca. Ripresa l'iniziativa, saccheggiò alcuni villaggi cattolici, prese Saint-Étienne, sconfisse le truppe reali ad Arnay-le-Duc e risalì nel 1570 fino a La Charité-sur-Loire, minacciando Parigi. L'8 agosto 1570 concluse con il re Carlo IX la pace di Saint-Germain.

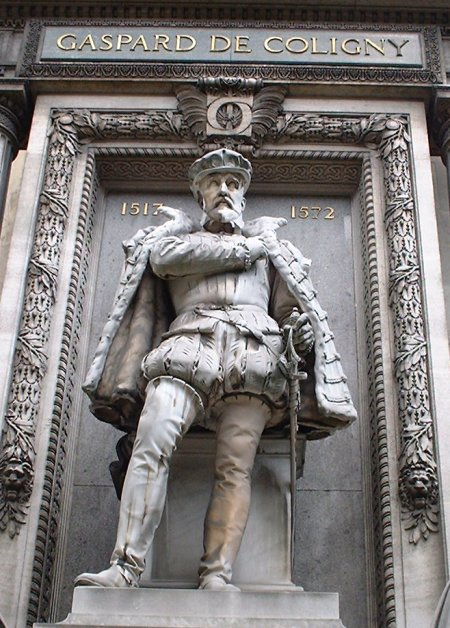
Statua di Coligny, oratorio del Louvre (contrariamente a quanto indica il monumento, egli nacque effettivamente nel 1519).

Riconciliatosi con il Re, che lo aveva condannato a morte e aveva fatto confiscare i suoi beni, rientrò a corte nel 1571 e sposò in seconde nozze Jacqueline de Montbel, Contessa d'Entremont. Tuttavia i cattolici di corte lo odiavano e la sua influenza sul Re rimase piuttosto scarsa mentre le sue proposte di intervento nelle Fiandre contro la Spagna furono respinte più volte.
Il 22 agosto 1572, quattro giorni dopo il matrimonio dell'ugonotto Enrico III di Navarra, il futuro Enrico IV, con la sorella del re Margherita di Valois, un certo Carlo di Louviers, signore di Maurevert sparò su Coligny da un palazzo appartenente ai Guisa: la pallottola gli asportò un dito e gli spappolò un gomito.
La notte fra il 23 e il 24 agosto 1572 ebbe luogo la strage di San Bartolomeo. Coligny fu sorpreso nel suo letto da un giovane assassino al servizio del Duca di Guisa, al quale riuscì a chiedere di essere ucciso non da un giovane, ma almeno da un uomo. La richiesta non fu accolta e dopo essere stato ucciso fu gettato dalla finestra nel cortile sottostante. L'autore dell'omicidio fu uno scherano dei Guisa, certo Charles Danowitz, noto come Besme (o Bême), con la complicità del capitano italiano Achille Petrucci.
In tutte le guerre che aveva combattuto egli si era sempre comportato con molta tenacia ma anche con grande prudenza cercando, quanto più possibile, di giungere alla pace. Fu soprannominato: le héros de la mauvaise fortune (l'eroe della cattiva sorte).

## Gli interventi oltre oceano
Gaspard de Coligny si preoccupò, più o meno segretamente, di aiutare i suoi correligionari inviando un gruppo di essi a fondare una colonia in Brasile sotto la direzione del suo amico e collega di marina, il contrammiraglio Nicolas Durand de Villegaignon, che fondò nel 1555 Forte Coligny. Nel decennio successivo i coloni francesi furono espulsi dai portoghesi e nella stessa area Estácio de Sá fondò il 1º marzo 1565 São Sebastião do Rio de Janeiro, divenuta successivamente Rio de Janeiro.
Nel 1562 egli scelse, con il consenso del re di Francia Carlo IX, il capitano ugonotto Jean Ribault per stabilire, insieme a 150 correligionari, una colonia francese in Florida.

## Matrimonio e discendenza
Gaspard sposò nel 1546 Charlotte de Laval (1530–1568), figlia del conte Guido XVI di Laval, dalla quale ebbe:
- François de Châtillon (1555–1591), Ammiraglio di Guienna
- Louise (1555–1620), andata sposa prima a Charles de Téligny e successivamente a Guglielmo I d'Orange, stathouder dell'Olanda.
- Charles de Coligny (1564–1632), Marchese d'Andelot

Rimasto vedovo di Carlotta, sposò nel 1571 Jacqueline de Montbel (morta nel 1588), Contessa d'Entremont e di Launay-Gelin dalla quale ebbe una figlia:
- Beatrice, divenuta Contessa d'Entremont

## Memorie
In suo onore fu eretto nel 1802 a Parigi l'oratorio del Louvre, situato attualmente all'incrocio di rue de l'Oratoire et di rue de Rivoli, non lontano dal palazzo del Louvre.
Il suo epistolario fu pubblicato nel 1858 da Félix Bourquelot.